# Franz Götz (Politiker)
Franz Götz (* 16. September 1945 in Ingolstadt) ist ein deutscher Politiker. Als Abgeordneter der SPD gehörte er dem Bayerischen Landtag von 1978 bis 2003 an. Im Jahr 2007 wechselte er zu den Freien Wählern.

## Beruf
Nach dem Abitur am Reuchlin-Gymnasium Ingolstadt studierte Götz in Saarbrücken, Trier und München Ingenieurwissenschaften. Im Jahr 1968 legte er das Ingenieurexamen für allgemeinen Ingenieurbau ab, 1970 das für Baubetriebswirtschaft. Danach war er zwei Jahre in der Industrie tätig. Das Studium für das höhere Lehramt an berufsbildenden Schulen in den Fächern Bauwesen und Arbeitswissenschaften schloss er 1973/1975 mit den beiden Staatsexamen ab und war bis 1978 Studienrat in Ingolstadt, dann beratender Arbeitswissenschaftler. 1982 promovierte er an der Technischen Universität München.

## Politik
Götz wurde im Jahr 1970 Mitglied der SPD. Seit 1978 gehört er dem Ingolstädter Stadtrat an. Bei den Landtagswahlen 1978, 1982, 1986, 1990, 1994 und 1998 konnte er sich zwar als Direktkandidat nicht durchsetzen, zog aber jeweils über die SPD-Bezirksliste Oberbayern in den Bayerischen Landtag ein. Dort gehörte er folgenden Ausschüssen an:
- Kultusausschuss: 30. Oktober 1978 bis 19. Oktober 1982
- Bundes- und Europaausschuss: 20. Oktober 1982 bis 21. Oktober 1986, 6. Mai 1988 bis 23. Oktober 1990, 30. Oktober 1990 bis 14. Oktober 1994 und 29. Oktober 1998 bis 31. Mai 2001
- Petitionsausschuss: 15. Oktober 1985 bis 1. Dezember 1985
- Ausschuss für Fragen des öffentlichen Dienstes: 15. Oktober 1985 bis 21. Oktober 1986
- Verfassungs-, Rechts- und Kommunalausschuss: 12. November 1986 bis 23. Oktober 1990 und  30. Oktober 1990 bis 14. Oktober 1994
- Wirtschafts-, Verkehrs- und Grenzlandausschuss: 10. November 1994 bis 27. September 1998
- Kommunal- und Sicherheitsausschuss: 31. Mai 2001 bis 5. Oktober 2003

Im April 2008, kurz nach der Kommunalwahl, wechselte Götz unter Mitnahme seines Stadtratsmandates zur Fraktion der Freien Wähler und trat aus der SPD aus.

## Unternehmerisches und zivilgesellschaftliches Engagement
Götz war geschäftsführender Alleingesellschafter der GERO Gesellschaft zur Förderung der Beziehungen in Wissenschaft und Wirtschaft zwischen Deutschland und Rumänien mbH. Die 2001 von ihm gegründete Gesellschaft löste er 2010 auf. Im Jahr 2003 war er Mitbegründer des Hilfswerks des Lions Club Ingolstadt "Auf der Schanz" e.V. und führte dieses bis 2009 als dessen Präsident.

## Ehrungen
- Bayerischer Verdienstorden
- Bayerische Verfassungsmedaille in Silber und Gold
- Ehrendoktorwürde der Universität Oradea

## Privates
Götz ist katholisch, nicht verheiratet und hat ein Kind. Als aktiver Leichtathlet war er Bayerischer Juniorenmeister und 3. Deutscher Juniorenmeister.